# V.O. Kiørboe
Valdemar Olaf Kiørboe (født 22. januar 1852 på Skægs Mølle, Odder Sogn, død 16. oktober 1940 i København) var generaldirektør for det danske postvæsen. 
Han var søn af møller, senere kammerråd Peter August Kiørboe (1810-1895) og Nicoline Hilaria Bastrup (1815-1894). Han blev student fra Aarhus Katedralskole 1870, læste først teologi men skiftede til statskundskab og blev cand. polit. 1876, ekspedient hos postinspektørerne 1877, jernbanepostmester 1887; postmester i Aalborg 1893 og overpostmester i København 1897.
1905 blev Kiørboe generaldirektør for Post- og Befordringsvæsenet, hvilket han var til 1922. Han var af sin samtid mest kendt slet og ret som "Postmester Kiørboe".
Kiørboe var blandt andet medlem af Nationaløkonomisk Forening. Kjørboe skrev en række artikler om det danske postvæsen. Han blev imidlertid mest kendt i sin samtid for sin interesse for datidens fiskeri i Limfjorden, hvorom han ligeledes skrev en række artikler.
Gift 9. november 1882 i Kragerø med Johanne Larsen-Naur (30. marts 1857 i Kragerø – 10. februar 1908 i København), datter af skibsreder, konsul Lars Larsen (1810-1887) og Olette Thomsen (1812-1885).
Kiørboe blev Ridder af Dannebrog 1898, Dannebrogsmand 1906, Kommandør af 2. grad 1909, af 1. grad 1912 og fik ved sin afgang 1922 Storkorset.
Han er begravet på Vestre Kirkegård.
Der findes portrætmalerier af Carla Colsmann Mohr fra 1920 (Post Danmark) og af Herman Vedel fra 1930 (Forsikringsselskabet Danmark, senere Tryg Forsikring. Solgt på auktion i 2004.). 

## Forfatterskab
- "Undersøgelser vedrørende den danske Bybefolknings og Landbefolknings Korrespondance og om Rentabiliteten af Postbesørgelsen til disse Befolkningsklasser" (Nationaløkonomisk Tidsskrift, 3. række, Bind 2; 1894)
- "Om Rentabiliteten af Postbesørgelsen til By og Landbefolkningen" (Nationaløkonomisk Tidsskrift, 3. række, Bind 3; 1895)
- "Om Muligheden af en vedblivende Tiltagen af Bybefolkningen i Danmark" (Nationaløkonomisk Tidsskrift, 3. række, Bind 3; 1895)
- "Om det gamle Limfjordssildefiskeri og dets Betydning" (Nationaløkonomisk Tidsskrift, 3. række, Bind 3; 1895)
- "Om Danmarks Fiskerier i Fortid og Nutid" (Nationaløkonomisk Tidsskrift, 3. række, Bind 4; 1896)
- "Om Muligheden af en egentlig Folkeforsikring" (Nationaløkonomisk Tidsskrift, 3. række, Bind 4; 1896)
- "Posttrafikens Tilvæxt siden 1870" (Nationaløkonomisk Tidsskrift, 3. række, Bind 5; 1897)